# Santa Maria (Kalifornien)
Santa Maria ist eine Stadt im Santa Barbara County unweit der Küste des US-Bundesstaates Kalifornien mit 109.709 Einwohnern (Stand: 2020).
Santa Maria hat damit Santa Barbara als größte Stadt im Santa Barbara County überholt. Das Stadtgebiet hat eine Größe von 51,2 km².

## Geschichte
Bevor europäische Einwanderer sich in der Region niederließen, siedelten hier Indianer vom Stamm der Chumash. Nachdem Kalifornien 1850 zu einem US-Bundesstaat geworden war, begann die Gegend um das heutige Santa Maria wegen ihres fruchtbaren Bodens für Farmer attraktiv zu werden. Nach der Gründung des Ortes trug die neue Siedlung zunächst den Namen Grangerville, danach Central City, bevor 1885 schließlich der heutige Name angenommen wurde, um Verwechslungen mit Central City in Colorado zu vermeiden. Santa Maria wurde gewählt, weil der Siedler Juan Pacifico Ontiveros 25 Jahre vorher so seinen Besitz genannt hatte. Am 31. Januar 2005 hatte der Ort aufgrund des eröffneten Prozesses gegen Michael Jackson weltweite Berühmtheit erlangt.

## Verkehr
Der Flughafen Santa Maria Public Airport befindet sich drei Kilometer südlich der Stadt.

## In Santa Maria geboren
- Jerry Fuller (1929–2019), Jazz-Klarinettist
- John Glines (1933–2018), Theaterproduzent
- Les Thimmig (1943–2024), Musiker und Hochschullehrer
- Steve Maaranen (1947–2019), Radrennfahrer
- Wesla Whitfield (1947–2018), Jazz- und Cabaret-Sängerin
- Marla Runyan (* 1969), sehbehinderte Langstreckenläuferin
- Conrad Ricamora (* 1979), Schauspieler und Sänger
- Aurora Snow (* 1981), Pornodarstellerin
- Chris Masters (* 1983), Wrestler
- Christina Speer (* 1987), Volleyballspielerin